# Play (programa de televisió)
Play és un programa per practicar l'anglès amb música, amb cinema i amb jocs de lletres i números. La seva finalitat és que l'espectador passi una bona estona mentre aprèn, recorda o es familiaritza amb la llengua anglesa.

## Participants del programa
Els participants de Play són nois i noies de sisè de primària (11 – 12 anys) de diferents escoles de Catalunya. Cada escola interpreta dues cançons que, prèviament, ha estat assajant a classe a partir d'un material audiovisual que li ha estat enviat.
Les quatre cançons que es canten a cada programa van associades a una pregunta de comprensió oral que haurà de respondre el/la portaveu de l'altra escola, amb l'ajuda dels seus companys, repartits entre el públic.
En una altra prova, les dues escoles hauran de sumar esforços per respondre, de forma conjunta, en una prova de vocabulari que consisteix a formar una paraula a partir d'un lletrejat en anglès o bé a donar el resultat de les sumes i restes que se'ls pregunta, també en anglès.
Una altra prova és la del cinema, on els participants veuen l'adaptació d'una escena d'una pel·lícula, subtitulada en anglès, on hi ha un parany que han de trobar per puntuar.
Totes aquestes proves van sumant punts a un marcador que, després de 13 programes, decideix quina escola és la que ha acumulat més punts en la seva intervenció. El premi és una pissarra interactiva, un projector i tres ordinadors portàtils per a l'escola guanyadora de la temporada. A més del guanyador, quatre escoles més reben com a premi material audiovisual.
Tot i que el guió és en català, l'anglès és present durant tot el programa. En Harper, en la seva funció de copresentador invisible (només se sent la seva veu), valora les actuacions i destaca qüestions de pronúncia, gramàtica o vocabulari, com a valor afegit.
El programa tracta també l'ús social de la llengua, a partir d'un vídeo on es recrea una situació que els resulta familiar als adolescents i on es dona el vocabulari necessari per resoldre-la.

## Programes
Cada programa és un homenatge a un tema diferent, que engloba les cançons i la resta de continguts.
Capítol 1. Descriure persones
- I'm like a bird (Nelly Furtado)
- Sweetest thing (U2)
- Brown-eyed girl (Van Morrison)
- Grace Kelly (Mika)

Capítol 2. La felicitat
- It's my life (Bon Jovi)
- Two rivers (Avril Lavigne)
- Heaven (Bryan Adams)
- Shiny happy people (REM)

Capítol 3. Els sentiments
- Pure intuition (Shakira)
- Searching my soul (Vonda Shepard)
- What a feeling (Irene Cara)
- Unwritten (Natasha Bedingfield)

Capítol 4. El temps (clima)
- Waiting on a sunny day (Bruce Springsteen)
- Blowin' in the Wind (Bob Dylan)
- Wake me up when September ends (Green Day)
- Weather with you (Crowded House)

Capítol 5. L'amistat
- Ain't no mountain high enough (Marvin Gaye)
- You've got a friend in me (BSO Toy Story)
- You've got a friend (Carole King)
- Friends will be friends (Queen)

Capítol 6. Ballar
- When the stars go blue (The Corrs & Bono)
- Hey Jude (The Beatles)
- Let's dance (David Bowie)
- Dancing Queen (ABBA)

Capítol 7. L'amor
- Start of something new (High School Musical)
- Accidentally in love (Counting Crows / BSO Shrek)
- Love is all around (Wet Wet Wet)
- Way back into love (BSO Music and Lyrics)

Capítol 8. La bellesa
- Beautiful that way (Noa)
- You're beautiful (James Blunt)
- Beautiful (Christina Aguilera)
- Pretty woman (Roy Orbison)

Capítol 9. La llibertat
- I want to break free (Queen)
- Fly (Hilary Duff)
- Believe (Lenny Kravitz)
- Freedom (George Michael)

Capítol 10. Solitud
- So lonely (The Police)
- Lonely (Akon)
- Heartbreak Hotel (Elvis Presley)
- Angie (Rolling Stones)

Capítol 11. Fer-se gran
- The reason (Hoobastank)
- I am not a girl (Britney Spears)
- Forever Young (Alphaville)
- Tomorrow people (Bob Marley)

Capítol 12. La família
- We are family (Sister Sledge)
- Perfect (Simple Plan)
- Daddy (Beyoncé)
- Mama (Spice Girls)

Capítol 13. Els somnis i desitjos
- Fame (Irene Cara)
- I want it that way (Backstreet Boys)
- Got to be real (Cheryl Lynn)
- That thing you do (The Wonders)

## Escoles
- CEIP PRÀCTIQUES I (Lleida)
- ZER CONCA DE BARBERÀ (Solivella)
- CEIP JOAN CORET (Badalona)
- CEIP COLLSEROLA (Sant Cugat del Vallès)
- CEIP LES COMETES (Llorenç del Penedès)
- CEIP ENRIC GRAU FONSERÉ (Flix)
- ZER L'OLIVER (Maials)
- CEIP DOLORS MONSERDÀ-SANTAPAU (Barcelona)
- CEIP BONAVISTA (Castellar del Vallès)
- ZER BAIX CAMP NORD (L'Aleixar, Vilaplana i Riudecols)
- CEIP FOLCH I TORRES (Esplugues de Llobregat)
- CEIP JACINT VERDAGUER (Sils)
- CEIP ESCOLA DEL MAR (Vilassar de Mar)
- CEIP BORDILS (Bordils)
- CEIP AMISTAT (Figueres)
- CEIP ROSELLA (Viladecavalls)
- CEIP CHARLES DARWIN (El Prat de Llobregat)
- CEIP CAN PARERA (Montornès del Vallès)
- CEIP SEGIMON COMAS (Sant Quirze de Besora)
- CEIP ELADI HOMS (Valls)
- CEIP SANT DOMÈNEC (Santa Margarida i els Monjos)
- CEIP RAMON FARRERONS (Bell-lloc d'Urgell)
- CEIP JOAN MARAGALL (Vilanova del Camí)
- CEIP PAU CASALS (Sabadell)
- CEIP CANIGÓ (Sant Just Desvern)
- CEIP SPLAI (Barcelona)
- CEIP PINS DEL VALLÈS (Sant Cugat)

## Els presentadors
- Agnès Busquets:[4] és a presentadora (actriu polifacètica amb una llarga trajectòria dins del món de la televisió i del teatre. Ha interpretat diferents personatges en programes com "Polònia" (2008), "Mire Usté "(2005), el "Club Super 3" (2006), "7 de Notícies" (2001), "La Última Noche" (2001) i "La Cosa Nostra" (1998). En teatre, destaquen els seus treballs recents en obres com "El Mort" (2008), dirigida per Ferran Madico, Oriol Grau, Jordi Vall i J. M. Fernández; o d'altres com "Paraigües Elèctrics" (2003), dirigida per Pau Miró, i "La veu del món "(2001), escrita i dirigida per Oriol Grau).

- Toby Harper:[5] és el copresentador invisible (veu en off). És actor, presentador, locutor i doblador. Des de fa vint anys treballa a Catalunya en llengua anglesa, catalana i castellana. Com a actor ha passat per diversos teatres, platós i escenaris de pel·lícules com ara: "Los Nombres de Alicia", "El Segundo Nombre" o "Los Mánagers". També ha col·laborat en sèries de televisió com "Plats bruts", "El cor de la ciutat" i "De moda". Com a presentador de televisió, va treballar en els programes "Hola, Barcelona" i "L'agenda", a Barcelona Televisió (BTV). A més, ha doblat sèries com "Rovelló" i "Plats bruts".